# Frévent
Frévent é uma comuna francesa na região administrativa de Altos da França, no departamento de Pas-de-Calais. Estende-se por uma área de 15,23 km². Em 2010 a comuna tinha 3 555 habitantes (densidade: 233,4 hab./km²).